# 山口県漁業協同組合
山口県漁業協同組合（やまぐちけんぎょぎょうきょうどうくみあい、略称：JF山口）は、山口県にある漁業協同組合の一つ。本部は山口県下関市伊崎町1丁目。
2005年8月1日、山口県漁業協同組合連合会（山口県漁連）の主導により、山口県下の沿岸漁協と山口県信用漁業協同組合連合会（信漁連）との合併により発足した。当初は全58漁協を合併して県下単一漁協とすることを目指していたが、信漁連の抱えていた多額の欠損金の取り扱いなどを巡り組合員総会で合併決議を否決する漁協が相次ぎ、39漁協の合併によるスタートとなった。その後順次合併し2006年8月までに合計7組合が合併、2006年9月1日漁連と信漁連の事業の全部を譲受。

## 所属する漁協
発足時から所属している39漁協。※40漁協？
- 浮島漁業協同組合
- 日良居漁業協同組合
- 安下庄漁業協同組合
- 平郡漁業協同組合
- 上関漁業協同組合
- 四代漁業協同組合
- 室津漁業協同組合
- 平生町漁業協同組合
- 田布施漁業協同組合
- 牛島漁業協同組合
- 光漁業協同組合
- 下松漁業協同組合
- 徳山市漁業協同組合
- 櫛ヶ浜漁業協同組合
- 戸田漁業協同組合
- 新南陽市漁業協同組合
- 防府市漁業協同組合

（野島、東部、向島、西部、大海）
- 秋穂漁業協同組合
- 山口漁業協同組合
- 嘉川漁業協同組合
- 阿知須漁業協同組合
- 東岐波漁業協同組合
- 床波漁業協同組合
- 藤曲浦漁業協同組合

- 小野田漁業協同組合
- 高泊漁業協同組合
- 厚狭漁業協同組合
- 埴生漁業協同組合
- 王司漁業協同組合
- 才川漁業協同組合
- 長府漁業協同組合
- 彦島漁業協同組合
- 下関南風泊漁業協同組合
- 六連島漁業協同組合
- 下関ひびき漁業協同組合

（安岡、伊崎、吉見、蓋井島、吉母）
- 室津漁業協同組合
- 豊浦町漁業協同組合

（川棚、湯玉）
- 山口ながと漁業協同組合

（仙崎、大浦、川尻、黄波戸、湊、
通、伊上、掛渕、立石、津黄、
小島、久原、野波瀬、久津）
- 山口はぎ漁業協同組合

（越ヶ浜、三見、玉江浦、浜崎、小畑、
大井浦、大井湊、大島、見島、
宇津、奈古、宇田郷、須佐、江崎）

## 卸売市場
以下の漁港卸売市場は地方卸売市場として県より認定されている。
| 市場名                      | 住所                     | 取扱品目                 | 備考                     |
| --------------------------- | ------------------------ | ------------------------ | ------------------------ |
| 山口県漁協 防府地方卸売市場 | 防府市新築地町2番2号     | 生鮮水産物及びその加工品 | 道の駅潮彩市場防府隣接   |
| 山口県漁協 仙崎地方卸売市場 | 長門市仙崎4295番地の8    | 生鮮水産物及びその加工品 | 道の駅センザキッチン隣接 |
| 山口県漁協 湊地方卸売市場   | 長門市東深川1111番地の4  | 生鮮水産物及びその加工品 |                          |
| 山口県漁協 萩地方卸売市場   | 萩市大字椿東4160の61     | 生鮮水産物及びその加工品 | 道の駅萩しーまーと隣接   |
| 山口県漁協 江崎地方卸売市場 | 萩市大字江崎下開作埋立地 | 生鮮水産物及びその加工品 |                          |